# Federação Mundial de Boxe Profissional
A Federação Mundial de Boxe Profissional (em inglês:  World Professional Boxing Federation), abreviado WPBF, é um órgão internacional que realiza lutas de boxe profissionais e campeonatos mundiais de boxe.
O órgão é dedicado à promoção e organização do esporte através da implementação de medidas de segurança e procedimentos padronizados para proteção dos atletas, bem como à aplicação de sistemas de ranqueamento computadorizados e implantação de medidas de competição justa.

## História
A WPBF foi fundada em 2001, originalmente sob os nomes de World Boxing Empire (WBE) [Império Mundial do Boxe - em tradução livre] e World Boxing Syndicate (WBS) [Sindicato Mundial de Boxe - em tradução livre]. Sua luta inaugural foi do título de super-pesado entre os atletas Mitch Green e Wofford Danny, a luta foi realizada em Annandale, Virginia, nos Estados Unidos, em 9 de março de 2002.
Em 20 de outubro de 2005, o United States Boxe Council (USBC) [Conselho de Boxe dos Estados Unidos - em tradução livre] afiliou-se à WBE, o órgão foi então renomeado para World Professional Boxe Federation (WPBF) em 6 de julho de 2006.